# Joelle Franzmann
Joelle Franzmann (Idar-Oberstein, 29 de dezembro de 1978) é uma triatleta profissional alemã. 

## Carreira

### Sydney 2000
Joelle Franzmann disputou os Jogos de Sydney 2000, terminando em 21º lugar com o tempo de 2:05:26.96. 

### Atenas 2004
Em Atenas 2004, terminou em 16º lugar com o tempo de 2h08:18.33.